# Nicastrese
La capra Nicastrese, autoctona del territorio di Nicastro (ora Lamezia Terme) - Italia, erede dell'antica Neocastrum di origine bizantina (dal nome greco Neòcastron = castello nuovo), è stata ammessa al registro anagrafico delle popolazioni ovine e caprine autoctone a limitata diffusione e, riconosciuta razza, con il Decreto del Ministero delle Politiche Agricole e Forestali nº 21206 dell'8.3.2005 art. 1 comma B, successivamente al riconoscimento dell'Associazione Nazionale della Pastorizia (Asso.Na.Pa.), avvenuto nella riunione della Commissione Tecnica Centrale (CTC) del Registro Anagrafico delle razze ovine e caprine autoctone a limitata diffusione, riunita a Roma il 18 giugno 2003.
A livello centrale il registro anagrafico è gestito dall'Asso.Na.Pa. mentre a livello territoriale dall'Associazione Regionale Allevatori della Calabria (ARA).
Lo studio per il riconoscimento della razza Nicastrese e della Capra dell'Aspromonte, si deve a Floro De Nardo, secondo quanto riportato nell'Atlante delle razze autoctone, bovini, equini, ovicaprini, suini allevati in Italia.
Una recente ricerca eseguita sulle tre razze caprine calabresi, che ha valutato la struttura di popolazione nel contesto italiano, ha evidenziato che le tre razze, nonostante le chiare differenze fenototipiche, possiedono un pool genetico estremamente simile e affine a quello di altre popolazioni caprine dell'Italia meridionale. L’analisi delle relazioni evoluzionistiche, ha indicato un probabile evento di flusso genetico diretto dal ceppo ancestrale dalle razze Maltese e Sarda Maltese verso la Nicastrese.
Per la spiccata attitudine lattifera, grande rusticità, frugalità, resistenza alle malattie e, il marcato adattamento alle diverse situazioni ambientali - qualità molto apprezzate dagli allevatori - si è diffusa negli anni su tutto il territorio della regione Calabria. Insieme alla capra dell'Aspromonte e alla Rustica di Calabria, la razza Nicastrese rappresenta un importante tassello del variegato mosaico etnografico della biodiversità caprina autoctona calabrese. È inserita tra le 28 razze caprine italiane iscritte ai registri anagrafici gestiti dall'Asso.Na.Pa.

## Caratteristiche
I maschi pesano 78 kg e raggiungono un'altezza al garrese di 78 cm, mentre le femmine pesano 46 kg e sono alte 71 cm al garrese. Il pelo è lungo, di colore nero, con regioni di colore bianco quali ventre, borsa scrotale, contorno orecchie, tettole e specchio anale; nella regione fronto-nasale sono presenti due tipiche striature bianche con al centro una striatura nera. Presenta (41 % della popolazione) un sottopelo pregiato di tipo Kashmir.
È allevata soprattutto per la produzione del latte, utilizzato per la realizzazione di formaggi tipici e tradizionali. Tipico è il formaggio caprino Nicastrese (PAT) a coagulazione presamica, prodotto con solo latte di razza Nicastrese (monorazza), la cui composizione chimica risulta essere in linea con altri prodotti di simile tipologia. Da un punto di vista nutrizionale risulta interessante il contenuto del cis 9, trans 11 CLA, che è più alto di quanto evidenziato da alcuni autori, in caprini francesi prodotti con latte di incroci Saanen x Alpina ed in linea con il range (7-6,9) riportato nella letteratura specializzata per i formaggi caprini francesi. Il contenuto in colesterolo risulta essere notevolmente inferiore dei formaggi caprini tradizionali della Turchia. Il caprino Nicastrese, pur prodotto con latte crudo, quindi senza che il latte subisca alcun trattamento termico, risulta, da studi effettuati dall'Università di Catania, Messina e Palermo, esente da batteri patogeni, pertanto sicuro da un punto di vista alimentare e, caratterizzato da composti organici volatili (COV) che risentono molto del pascolo mediterraneo di cui le capre si alimentano e dal periodo di pascolamento.
Con il latte di capra Nicastrese si producono altre produzioni casearie tipiche come la provola di capra Nicastrese, la mozzarella di capra Nicastrese, la Giuncata o Juncata di capra Nicastrese e le prelibate ricotte, sia fresche che stagionate, quest'ultime, con o senza affumicatura.
La razza Nicastrese presenta un marcato polimorfismo ai loci delle caseine αs1 e β che rendono il latte prodotto particolarmente adatto ai soggetti IPLV, ovvero intolleranti alle proteine del latte vaccino.
Produce inoltre, apprezzati capretti da latte consumati nel periodo delle festività natalizie e pasquali, macellati a 40 giorni dalla nascita al peso vivo di 10 kg circa.
Buona risulta la qualità del sottopelo intesa come diametro medio della fibra, resa in cashmere e numero di ondulazioni.
| Caratteri biometrici      | Maschi adulti | Femmine adulte |
| Altezza al garrese cm     | 78            | 71             |
| Altezza alla croce cm     | 77            | 70             |
| Lunghezza tronco cm       | 74            | 67             |
| Larghezza torace cm       | 22            | 19             |
| Altezza torace cm         | 35            | 33             |
| Larghezza groppa cm       | 17            | 16             |
| Lunghezza orecchie cm     | 18            | 17             |
| Larghezza orecchie cm     | 7             | 7              |
| Profondità toracica cm    | 44            | 40             |
| Circonferenza stinco cm   | 11            | 9              |
| Circonferenza toracica cm | 93            | 83             |
| Lunghezza tettole cm      | 8             | 7              |
| Lunghezza barbetta cm     | 13            | 8              |
| Lunghezza corna cm        | 49            | 37             |
| Peso Kg                   | 78            | 46             |

| Indici biometrici       | Maschi adulti | Femmine adulte |
| Indice corporale        | 79,57         | 80,72          |
| Indice toracico         | 62,86         | 57,57          |
| Indice altezza toracica | 44,87         | 46,48          |
| Indice di anamorfosi    | 110,88        | 97,03          |
| Indice di compattezza   | 100           | 64,79          |

## Consistenza
Al 31 dicembre 2024 l'Asso.Na.Pa. riporta una presenza di 6.315 capi iscritti al registro anagrafico, distribuiti su 71 allevamenti ricadenti nel sud Italia e, in particolare, in tutte le provincie della regione Calabria.
La provincia di Catanzaro, con 27 allevamenti e 4.040 capi presenti, risulta quella con la più elevata presenza della razza; seguono le province di Crotone, Cosenza, Reggio Calabria e Vibo Valentia.

## Attività di salvaguardia e valorizzazione
La razza Nicastrese è stata oggetto di alcuni progetti di respiro nazionale ed internazionale.
Tra questi si annoverano:
- Progetto (ClimGen), Climate Genomics for Farm Animal Adaptation che vede la collaborazione di alcuni importanti centri di ricerca europei di diversi Paesi (Gran Bretagna, Francia, Italia, Spagna, Romania, Finlandia e Svizzera) e che ha l’obiettivo di unire e confrontare i dati disponibili relativi al genoma, ai tratti fenotipici e produttivi, alle condizioni climatiche di allevamento di animali allevati in aree diverse, caratterizzate da situazioni ambientali estreme e opposte (territori molto caldi o molto freddi, umidi o siccitosi, di alta montagna o di pianura). I dati provengono dall’Africa, dal Sud America, da diverse zone dell’Europa. Sono stati anche organizzati studi ex-novo per focalizzare determinate situazioni attraverso la produzione e l’analisi di nuovi dati.
- Progetto CHEESR - Conservation, Health and Efficiency Empowerment of Small Ruminant messo a punto dall'Asso.Na.Pa., che ha avuto come obiettivo principale quello di sviluppare strumenti atti a rendere l’allevamento ovi-caprino italiano più competitivo e sostenibile attraverso una serie di misure innovative che includono la raccolta e l’utilizzo di dati fenotipici e molecolari ottenuti con tecnologie di ultima generazione.
- Progetto SHEEP&GOAT - Sustainability Health Environment Economy Profitability & Genomic Organisation Animal (pheno)Typing messo a punto dall'Asso.Na.Pa.,  che ha avuto come finalità quello di introdurre nella realtà allevatoriale ovina e caprina italiana una serie di azioni legate alla raccolta ed utilizzo di dati fenotipici e molecolari con l'obiettivo di rendere l'allevamento sostenibile e competitivo e di contribuire al mantenimento e alla gestione della ricca biodiversità presente in questo comparto. Considerato l'elevato numero di tipi genetici autoctoni presenti sul territorio italiano (36 razze caprine e 44 razze ovine) il progetto ha inteso sviluppare azioni di caratterizzazione fenotipica e genetica utilizzando arrays molecolari e approcci metodologici di ultima generazione al fine di produrre servizi direttamente utilizzabili dagli allevatori. Su tutte le razze con almeno 3 allevamenti iscritti sono state effettuate azioni che hanno presupposto non solo l'utilizzo di dati anagrafici classici e di fenotipi attualmente già disponibili, ma anche la produzione di informazioni molecolari utili ad una migliore gestione dei riproduttori. Queste azioni unitamente alla valutazione della sostenibilità ambientale, etica ed economica, dei servizi ecosistemici e delle condizioni climatiche che caratterizzano gli allevamenti ovini e caprini italiani hanno consentito una più completa valorizzazione ed una gestione integrata dei TGA .
- Progetto Canestrum casei, approvato con il bando prodotti lattiero-caseari dall’AGER (Agroalimentare e ricerca, la categoria dei progetti di ricerca nel campo dell’agroalimentare promossi e sostenuti economicamente da un gruppo di Fondazioni bancarie che ha come capofila la Cariplo), intende focalizzare l’interesse verso quei prodotti a rischio di estinzione o che presentano delle oggettive difficoltà relativamente alla loro qualificazione e valorizzazione nei mercati. Il progetto mira a caratterizzare una serie di formaggi (15) del meridione d'Italia, sotto il profilo nutrizionale, così da poter realizzare delle etichette “narranti” e, verrà studiato e messo a punto, un nuovo approccio di promozione e marketing. Tra i formaggi oggetto della ricerca il caprino Nicastrese.
- La razza Nicastrese è inserita nel circuito dell'Arca del Gusto della Fondazione Slow Food per la Biodiversità Onlus -